# دينغ ينغ
دينغ ينغ هو عالم زراعة وسياسي صيني، ولد في 25 نوفمبر 1888، وتوفي في 1964. انتخب عضو مجلس الشعب الصيني ‏ خلال فترته النيابية.